# Hebei FC
Hebei Football Club (chiń. upr. 河北足球俱乐部; chiń. trad. 河北足球俱樂部; pinyin Héběi Zǔqiū Jūlèbù) – chiński klub piłkarski, grający w Chinese Super League, mający siedzibę w mieście Qinhuangdao.

## Historia nazw
- 2010–2014: Hebei Zhongji Football Club (河北中基足球俱乐部)
- 2015–2020: Hebei China Fortune Football Club (河北华夏幸福足球俱乐部)
- 2021–: Hebei Football Club (河北足球俱乐部)

## Stadion
Domowe mecze klub rozgrywa na stadionie o nazwie Qinhuangdao Olympic Sports Center Stadium w Qinhuangdao, który może pomieścić 33572 widzów.

## Sukcesy
- China League One

wicemistrzostwo (1): 2015
- China League Two

wicemistrzostwo (1): 2013

Chinese Super League
4. miejsce (1): 2017

## Reprezentanci kraju grający w klubie
Stan na maj 2016.
| - Chen Zijie - Dong Fangzhuo - Dong Xuesheng - Du Wei - Du Wenhui - Jiang Ning | - Tan Yang - Ezequiel Lavezzi - Stéphane M’Bia - Nenad Milijaš - Ersan Gülüm - Gervinho |

## Skład na sezon 2016
| Nr | Poz. | Piłkarz          |
| -- | ---- | ---------------- |
| 1  | BR   | Ou Ya            |
| 2  | OB   | Du Wenyang       |
| 3  | PO   | Zhang Gen        |
| 4  | OB   | Jin Yangyang     |
| 5  | OB   | Du Wei (kapitan) |
| 6  | PO   | Luo Senwen       |
| 7  | NA   | Jiang Ning       |
| 8  | PO   | Jia Xiaochen     |
| 9  | NA   | Dong Xuesheng    |
| 10 | NA   | Ezequiel Lavezzi |
| 11 | PO   | Gui Hong         |
| 13 | PO   | Li Haoran        |
| 15 | PO   | Wang Quan        |
| 16 | OB   | Liao Junjian     |
| 17 | PO   | Zhu Haiwei       |

| Nr | Poz. | Piłkarz      |
| -- | ---- | ------------ |
| 18 | PO   | Lu Yang      |
| 19 | BR   | Yang Cheng   |
| 20 | NA   | Wang Yang    |
| 21 | PO   | Gaël Kakuta  |
| 22 | OB   | Ersan Gülüm  |
| 23 | OB   | Xu Xiaolong  |
| 24 | OB   | Yang Wenji   |
| 27 | NA   | Gervinho     |
| 28 | PO   | Geng Jiaqi   |
| 29 | PO   | Zhang Lifeng |
| 30 | PO   | Li Hang      |
| 32 | OB   | Ding Haifeng |
| 33 | OB   | Gao Zhunyi   |
| 35 | BR   | Zhou Yuchen  |

## Trenerzy klubu
Stan na październik 2016
| - Wei Yuanhao (28 maja 2010 – 13 października 2011) - Zhang Yandong (14 października 2011 – 15 sierpnia 2013) - Guo Ruilong (16 sierpnia 2013 – 3 grudnia 2013) - Huang Yang (4 grudnia 2013 – 25 grudnia 2013) - Nelson Agresta (26 grudnia 2013 – 14 sierpnia 2014) - Alejandro Larrea (14 sierpnia 2014 – 31 grudnia 2014) | - Radomir Antić (27 stycznia 2015 – 18 sierpnia 2015) - Li Tie (18 sierpnia 2015 – 27 sierpnia 2016) - Manuel Pellegrini (27 sierpnia 2016 – 19 maja 2018) - Chris Coleman (10 czerwca 2018 – 15 maja 2019) - Xie Feng (15 maja 2019 – 29 marca 2021) - Kim Jong-boo (od 29 marca 2021) |